# Krivolutskiella pubescens
Krivolutskiella pubescens är en kvalsterart som beskrevs av Gordeeva 1980. Krivolutskiella pubescens ingår i släktet Krivolutskiella och familjen Cosmochthoniidae. Inga underarter finns listade i Catalogue of Life.